# 1. Amateurliga Südwest 1955/56
Die 1. Fußball-Amateurliga Südwest 1955/56 war die 4. Saison der drittklassigen 1. Amateurliga im regionalen Männerfußball des südlichen Teils des Landes Rheinland-Pfalz und ein Vorgänger der Fußball-Verbandsliga Südwest. Die 1. Amateurliga Südwest wurde 1952 aus einer Zusammenlegung der Amateurligen Rheinhessen, Westpfalz und Vorderpfalz gebildet und existierte bis zur Saison 1977/78 als dritthöchste Liga. Nach Einführung der Oberliga Südwest 1978 als höchste Amateurspielklasse wurde die Spielklasse in „Verbandsliga Südwest“ umbenannt und war ab diesem Zeitpunkt nur noch viertklassig.

## Abschlusstabelle
Die Meisterschaft gewann Normannia Pfiffligheim, der in der Aufstiegsrunde zur II. Division Südwest keinen Erfolg hatte und somit auch in der kommenden Saison in der 1. Amateurliga spielen musste. Daher gab es diesmal vier Absteiger: die SpVgg Idar, der VfL Neuhofen, die SpVgg 08 Oberstein und Palatia Böhl mussten in die 2. Amateurliga absteigen. Für die nachfolgende Saison 1956/57 kamen aus den 2. Amateurligen die Aufsteiger VfL Iggelheim und VfR Baumholder sowie aus der II. Division die beiden Absteiger Hassia Bingen und SG Pirmasens.
| Pl. | Verein                 | Sp. | Tore  | Punkte |
| --- | ---------------------- | --- | ----- | ------ |
| 01. | Normannia Pfiffligheim | 30  | 70:41 | 40:20  |
| 02. | SC West Kaiserslautern | 30  | 64:39 | 36:24  |
| 03. | SV Gonsenheim          | 30  | 89:47 | 35:25  |
| 04. | VfL Neustadt           | 30  | 48:37 | 35:25  |
| 05. | 1. FC Sobernheim (M)   | 30  | 55:48 | 35:25  |
| 06. | Phönix Bellheim        | 30  | 59:52 | 35:25  |
| 07. | SpVgg Mundenheim (N)   | 30  | 59:56 | 35:25  |
| 08. | SpVgg Ingelheim        | 30  | 66:49 | 32:28  |
| 09. | SV Rammelsbach         | 30  | 62:49 | 31:29  |
| 10. | VfR Friesenheim        | 30  | 45:48 | 31:29  |
| 11. | Alemannia Worms (N)    | 30  | 35:33 | 29:31  |
| 12. | FSV Schifferstadt      | 30  | 54:58 | 29:31  |
| 13. | SpVgg Idar             | 30  | 35:82 | 23:37  |
| 14. | VfL Neuhofen           | 30  | 35:56 | 22:38  |
| 15. | SpVgg 08 Oberstein     | 30  | 32:67 | 22:38  |
| 16. | Palatia Böhl           | 30  | 41:87 | 10:50  |

| (M) | Meister 1954/55                                |
| (A) | Absteiger aus der II. Division Südwest 1954/55 |
| (N) | Aufsteiger aus den 2. Amateurligen 1954/55     |